# Coussarea hydrangeifolia
Coussarea hydrangeifolia là một loài thực vật có hoa trong họ Thiến thảo. Loài này được (Benth.) Benth. & Hook.f. ex Müll.Arg. mô tả khoa học đầu tiên năm 1881.